# Storia di Mazara del Vallo

Stemma della città

La storia di Mazara del Vallo descrive le vicende storiche di Mazara del Vallo, comune italiano della provincia di Trapani in Sicilia.

## Dagli antichi greci ai bizantini
La Storia di Mazara del Vallo è strettamente legata alla sua posizione geografica, essendo la punta della Sicilia più vicina alla costa africana, da cui la divide solo un breve tratto di mare facilmente navigabile. Nel corso dei secoli ha conosciuto, anche per questo motivo, l’egemonia di numerose popolazioni: Fenici, Greci, Romani, Bizantini, Vandali, Goti, Saraceni, Normanni, Svevi, Angioini, Aragonesi e Borbone. Tuttavia le sue origini sono antecedenti alla nascita della navigazione marittima.
Come dimostrano alcuni reperti risalenti al XIII secolo a.C., l'origine dell'insediamento è databile al Paleolitico superiore. Il sito di Roccazzo, poco distante dall'odierna città, ed è una delle più grandi necropoli mai scoperte in Sicilia. Nell'VIII secolo a.C. entra nell'orbita della vicina colonia greca di Selinunte, di cui diviene importante avamposto.
I Fenici, popolazione dedita principalmente a commerci marittimi, fanno di Mazara un importante emporio mercantile. Il ritrovamento di monete greche e puniche e vasi d'età fenicia dimostrano l'esistenza di uno scalo fenicio edificato fra il VI e il V secolo a.C., battezzandolo con il nome Mazar, ovvero la "rocca". Altre testimonianze si trovano nell'attuale palazzo dei Cavalieri di Malta, dove sono emersi alcuni reperti che dimostrano l'esistenza dell'antico scalo commerciale punico. Successive scoperte hanno riportato alla luce una lastra in pietra con incisa un'iscrizione fenicia, rinvenuta nel canale del fiume Màzaro, ora conservata nel Museo del Satiro danzante. In questo periodo Mazara si pone come limite di confine tra i greci selinuntini e i fenici moziesi.
Nel 406 a.C. Mazara passa sotto la dominazione di Segesta, che, con l'aiuto dei Cartaginesi guidati da Annibale, si impone su Selinunte. Nel 392 a.C. passa sotto il dominio di Siracusa, ma nel 378 a.C. viene riconquistata dai Cartaginesi, che vi rimangono fino al 210 a.C.
La dominazione romana inizia al finire della Seconda guerra punica, divenendo castrum, e poi, nel periodo imperiale sotto Antonino Pio, statio, periodo testimone di un buon livello culturale, di cui rimangono diverse testimonianze. Di notevole interesse è il pavimento musivo rinvenuto in una abitazione romana, scoperto nel 1933 sotto la terrazza di San Nicolò Regale: si tratta di un cervo dorato tra decorazioni floreali in movimento databile fra il III e il IV secolo d.C.
Dopo la caduta dell'Impero romano d'Occidente Mazara conosce anche l'occupazione dei Vandali e dei Goti, per poi passare sotto la dominazione bizantina nel 535 d.C. Nel VII secolo fu parte del thema di Sikelia.

## Dal periodo islamico alla Contea normanna
Nell'827 la conquista della Sicilia da parte di eserciti Saraceni inizia da Capo Granitola. A seguito della conquista, a Mazara viene istituito un ikrim, confluito poi nel XII secolo nell'omonimo vallo nel momento in cui fu istituito l'Emirato di Sicilia.
Grazie all'introduzione di nuove colture portate dai Saraceni, quali limoni e aranci e alle nuove tecniche d'irrigazione, nel territorio riprende lo sviluppo dell'agricoltura, mentre l'attività portuale torna agli antichi fasti, grazie alla ripresa degli scambi commerciali con i paesi africani e spagnoli. Sotto il governo di Ibn Mankut, Mazara diventa un importante centro di studi islamici per l'insegnamento della letteratura, della poesia, del diritto e delle religione. L'impianto viario del centro storico, la Casbah, ancora oggi visibile, rileva la matrice araba.

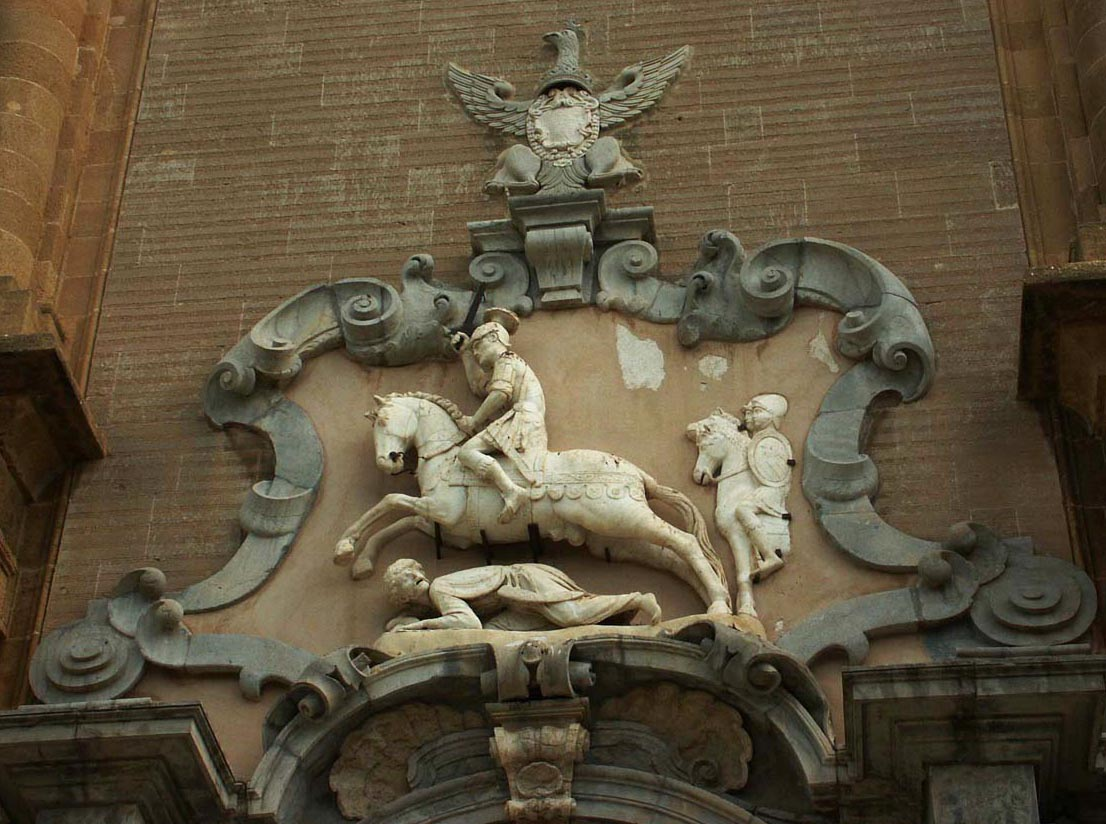
Ruggero I d'Altavilla sconfigge il condottiero saraceno Mokarta. Particolare dell'ingresso principale della Cattedrale

Mazara, nel 1072, entrò a far parte della Contea di Sicilia, per opera di Ruggero I d'Altavilla, il quale fece costruire mura di difesa rafforzando un preesistente castello arabo. Gli arabi, nel 1075, guidati dal nipote del re di Tunisi, Tenemisio, riuscirono a sopraffare i normanni. La riconquista venne però impedita dall'arrivo del conte Ruggero I d'Altavilla, che, all'ottavo giorno d'assedio arabo, riuscì a penetrare Mazara e a scacciare i Saraceni. Tra questi c'era il condottiero Mokarta, la cui disfatta è rappresentata su un bassorilievo situato sulla facciata della Cattedrale. Questo episodio divenne oggetto di cantastorie, purtroppo venne trovato soltanto un'ottava, menzionata da Giuseppe Pitrè e riportata dallo storico Filippo Napoli:
a zoccu fici lu Conti Ruggeri,

amurusu di Cristu e di la fidi,

unitu a quattrucentu cavaleri.

Cc'era a Mazara tanti saracini,

Muarta sulu arzava li banneri.

Cci fu 'na guerra, sintistivu diri.

Persi Muarta, e cu vincìu? Ruggeri.»
cosa fece il Conte Ruggero,

che adorava Cristo e la Sua fede,

insieme a quattrocento cavalieri.

C'erano a Mazara tanti saraceni,

solo Mokarta alzava gli stendardi.

Ci fu una guerra, l'avete sentito dire.

Perse Mokarta, e chi vinse? Ruggero.»
Riconquistata la città, i Sovrani di Sicilia iniziarono la costruzione di diverse opere di fortificazione, per difendere la città da possibili attacchi nemici, e la costruzione di diverse chiese, con lo scopo di rinnovare l'indebolita fede cristiana.

## La città nel Regno di Sicilia
Mazara fu, per un breve periodo, centro del potere politico siciliano: Ruggero I vi convocò, nel 1097, il Parlamento siciliano nella prima assise parlamentare: fu un'assise consultiva, itineranti fino al 1130, quando fu proclamato il Regno di Sicilia e venne deciso di assegnargli una sede definitiva presso il palazzo reale di Palermo.
Il 18 novembre 1189, senza eredi, morì Guglielmo II il Buono. Nonostante il diritto ereditario di Costanza d'Altavilla, andata in sposa ad Enrico VI, il trono passa al cugino di Guglielmo, Tancredi, che muore solo dopo 5 anni, il 10 febbraio 1194.

### Fortificazioni
La principale fortificazione del tempo, fu il castello, di cui oggi resta soltanto una porta. Ubicato sul lato sud-orientale della città, presentava torri per l'avvistamento e bastioni difensivi, estendendosi per l'intera superficie dell'attuale Villa Iolanda.Fu dimora di diversi potenti e nobili: Ruggero I, Ruggero II, Federico III di Sicilia, Eleonora d'Angiò, Pietro II di Sicilia, fino al re Alfonso II di Napoli nel 1495. Nel 1513, ormai cadente ed in rovina, venne trasformato in carcere. Infine, nel 1880 venne demolito per opera dell'allora amministrazione comunale.
(Adria, Topographia)

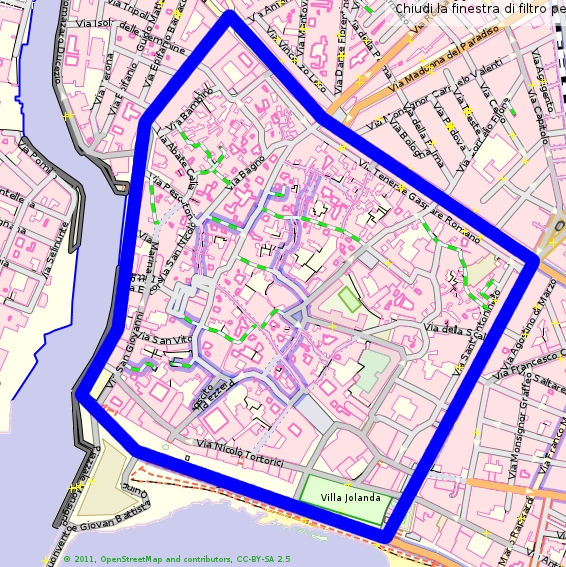
Percorso della cinta muraria di Mazara

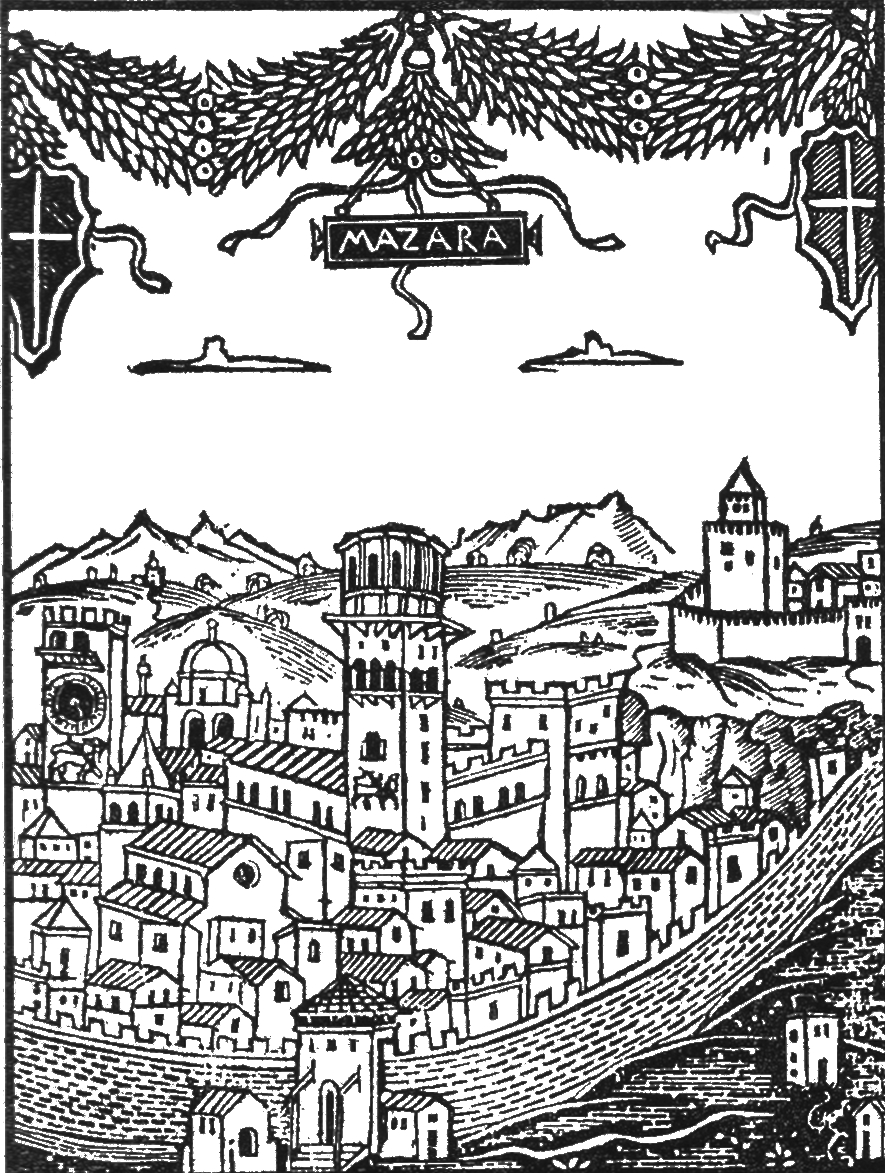
Pianta di Mazara del 1500, dal De Civitate Mazariae di Gian Giacomo Adria

Per ordine del conte Ruggero, la città venne circondata da mura alte, spesse e robuste, che inglobarono però solo una parte del centro abitato. Descritte dall'Idrisi per la prima volta nel 1154, erano composte da tufo, argilla e malta di calce. All'angolo sud-orientale delle mura si trovava il Castello stesso, mentre ai restanti tre angoli vennero costruite grandi torri di difesa: nell'angolo nord-occidentale la Torre di San Francesco, nell'angolo nord-orientale la Torre Bianca, nell'angolo sud-occidentale la Torre delle Armi. Il toponimo, Torre Bianca, Turri Bianca in siciliano, è rimasto tutt'oggi ad indicare il luogo della vecchia torre, l'odierna Piazza Matteotti. Come il castello, anche le mura vennero demolite in epoca recente, nel 1852 dall'allora amministrazione comunale.
Nel timore di attacchi via terra, vennero create anche delle roccaforti con torri d'avvistamento : una a nord delle mura settentrionali nei pressi dell'attuale Casa Santa, una sul versante occidentale, lungo la strada verso Marsala, a circa tre chilometri dalla foce del Mazaro, ed una nei pressi di Tre Fontane
(Adria, De valle Mazariae)
L'ultima fortificazione è sita nell'attuale Piazza Francesco Modica, in palazzo-fortezza musulmano, attorno al 1060 residenza del principe Ibn Mankut, riutilizzato dai Normanni e distrutto nel 1500.

### Ritorno al cristianesimo
Riconquistata la città, i Normanni non furono accolti con grande entusiasmo. Una buona parte della popolazione aveva infatti abbracciato la fede islamica. Il governo siciliano degli Altavilla fu, come il suo predecessore, tollerante verso i cittadini di credo diverso, sebbene questi dovessero pagare una tassa per la loro incolumità fisica e libertà religiosa.
La nuova dominazione curò la riorganizzazione del culto cristiano, non con la forza, ma con l'erezione di nuove chiese.

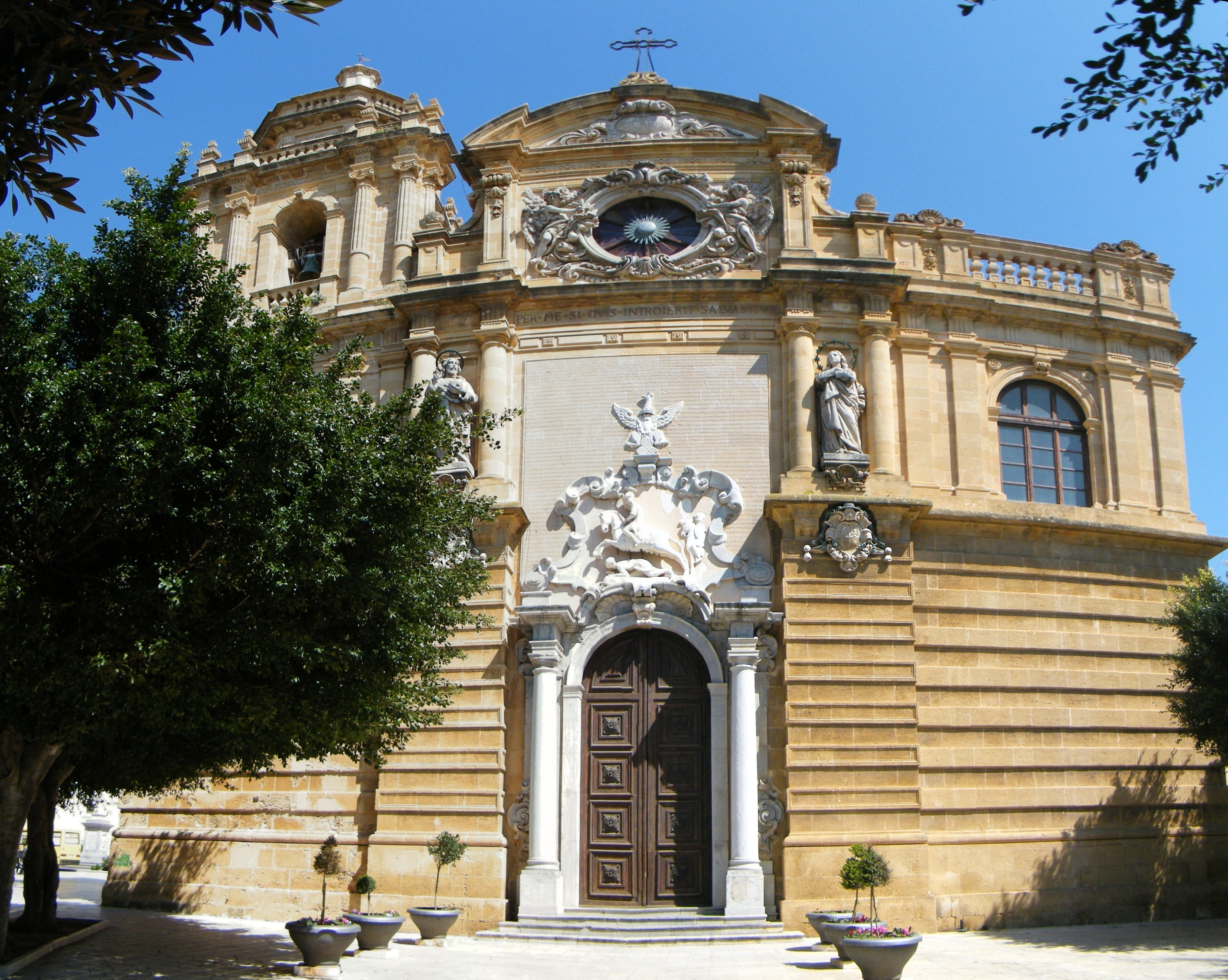
Basilica Cattedrale del Santissimo Salvatore

Mazara usufruì di questa politica, e vide, tra il 1086 ed il 1093, l'erezione della Cattedrale. In quello stesso anno, fu istituita la Diocesi di Mazara del Vallo, il cui diploma originale fu confermato nel 1100, dalla bolla apostolica di papa Pasquale II. La diocesi comprendeva un territorio vastissimo, che si estendeva fino alle periferie di Palermo ed Agrigento. A presiedere il vescovado di Mazara, Ruggero I nominò un suo parente, Stefano Ferro di Rouen, poi consacrato da papa Urbano II.
Oltre alla Cattedrale, diverse furono le chiese costruite dagli Altavilla:
- Chiesa di San Nicolò Regale
- Chiesa e Monastero di San Michele
- Chiesa di Santa Veneranda
- Chiesa di San Francesco
- Chiesa di San Vito a Mare
- Chiesa della Madonna delle Giummare
- Chiesa di San Martino.

In questo clima di fervore cristiano, sorsero anche chiesette e cappelle nel cuore delle campagne: Sant'Elia, Santa Maria di Gesù, San Cusumano, San Nicola, San Peri.

## Dalla Dinastia Sveva alle guerre del Vespro
Con la morte di Tancredi nel 1194, il trono passa ad Enrico VI, marito di Costanza d'Altavilla, cui originariamente spettava la successione.
Enrico VI instaurò un regno di terrore: bruciò vivi i vescovi che avevano partecipato all'incoronazione di Tancredi e imprigionò il figlio di quest'ultimo, Guglielmo, accecandolo ed evirandolo per impedirgli di avere successori. Alla sua morte, nel 1197, succedette un periodo di reggenza di Costanza d'Altavilla, fino al 1198, anno dell'incoronazione di Federico II.
La città di Mazara, come il resto del regno sotto gli Svevi, non godette di particolare opulenza : l'elevata pressione fiscale e la riduzione della polietnia, con il continuo esodo della popolazione musulmana, determinò una crisi epocale, con la ricomparsa dei latifondi, il decremento della popolazione e della produzione agricola e artigianale. L'attività portuale di Mazara venne ridimensionata, a favore di Trapani.
Alla crisi della produzione agricola e artigianale, si aggiunse l'inasprimento delle azioni piratesche nel canale di Sicilia. Così Federico II, nel tentativo di porre fine alle incursioni dei Saraceni, nel 1222 intervenne con la sua flotta.. L'azione fu però un episodio isolato, e le esigue finanze dello stato non consentirono il continuo controllo della costa, che sarebbe invece servito. Le difficoltà finanziarie erano tali, che nel 1239, Federico II, fu costretto ad inviare una lettera nella quale si affidava il Castello ad un feudatario locale o al vescovo, non potendo sostenerne le spese di riparazione. Tale incarico si protrasse fino al 1274, fino a quando Carlo I d'Angiò se ne impossessò. Federico II muore nel 1250, lasciando vacante il trono di Sicilia.
Alla morte di Federico II di Svevia, la Chiesa romana tentò invano di vendere la corona di Sicilia a Riccardo di Cornovaglia, e a suo figlio Edmondo. Falliti i tentativi, la corona venne offerta a Carlo I d'Angiò, che, nel gennaio 1266 assunse il titolo di Re di Sicilia.
Durante l'intero periodo, Mazara si vide costretta a contribuire in denaro e in uomini al mantenimento della flotta e all'esercito angioino, sottraendo così forze alle famiglie e al lavoro. Negli ultimi anni della dominazione angioina, i cittadini mazaresi preferirono darsi alla latitanza, piuttosto che combattere per il re, a causa della mancata corresponsione degli stipendi. Il tutto determinò lo stato d'animo che sfociò nel 1282 nei Vespri siciliani.
La città di Mazara, pur non avendo sofferto in maniera particolare, fu tra le prime città ad aderire al movimento rivoluzionario. Per cinque mesi, la magistratura repubblicana governò la città, ed inviò aiuti ai rivoltosi palermitani. Leader dei volontari locali era Ugone Talach, mazarese d'origini normanne, che convinse i palermitani a chiedere l'aiuto di Pietro III d'Aragona, marito di Costanza di Svevia.
Scoppiò così il primo conflitto di quelle che sarebbero state chiamate le Guerre del Vespro. Dall'Aragona Pietro con il suo esercito sbarcò a Trapani ed entrò infine a Palermo il 4 settembre 1282.

### Regno di Pietro III d'Aragona

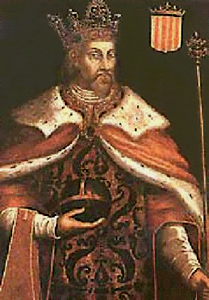
Pietro III d'Aragona

Tra i primi provvedimenti di Pietro III d'Aragona vi fu la ripartizione della Sicilia in sei province: Palermo, Mazara, Girgenti, Noto, Geraci, Castrogiovanni. Tale suddivisione, più che da precise necessità politiche, era dettata dai promotori della rivoluzione: tre di loro vennero infatti posti a capo delle proprie circoscrizioni. Ugone Talach venne quindi messo a capo della provincia di Mazara. Venne sostituito l'anno successivo dal pisano Gerardo Bocho.
Alla guerra del Vespro, Mazara partecipò fornendo sia vettovaglie per le truppe, che somme in denaro da inviare nel luogo di concentramento, a Randazzo per via terra, o a Patti per via mare. Furono inviati anche uomini: trenta arcieri (di cui venti offerti dalla città e dieci dal vescovo), e diciotto cavalieri, dei quali ci sono pervenuti i nomi:
- Ugone Talach
- Tommaso De Teatro
- Matteo Aprucio
- Orlando De Cosenza
- Giovanni Capistello
- Pisano Gallo
- Riccardo De Arenis
- Gentile De Tacco
- Giacomo De Cosenza
- Bernardo De Corencia
- Marchisio De Milite
- Mercadante De Milite
- Alessandro Bargone
- Rinaldo De Sciacca
- Benedetto Capillano
- Giovanni De Vincis
- Vivaldo De Corencia
- Falcone di Mazara

In seguito alla minaccia angioina ai confini pirenaici del regno aragonese, re Pietro fu costretto a lasciare la Sicilia, nominando reggente la regina Costanza. In questo periodo, il figlio Giacomo II d'Aragona soggiornò per alcuni giorni a Mazara, da dove emise, il 24 novembre 1284, la dilazione delle immunità commerciali in Sicilia ai Genovesi, precedentemente concessa da re Manfredi.

### Regno di Giacomo I di Sicilia
Alla morte di re Pietro, nel 1285, il regno d'Aragona fu affidato al primogenito Alfonso III d'Aragona, mentre il Regno di Sicilia fu concesso al secondogenito, Giacomo II, incoronato a Palermo il 2 febbraio 1286 col nome di Giacomo I di Sicilia.
Il nuovo re operò positivamente in campo militare ed economico: in quest'ultimo stimolò una ripresa della produzione agricola e dei commerci. Venivano privilegiati i mercanti catalani, finanziatori della guerra aragonese in Sicilia. Mazara continuò a intrattenere rapporti con Pisa, con cui commerciava frumento, grano, cotone grezzo e lana prendevano invece la strada verso la Spagna.
Nel frattempo, nel 1291, con la sopravvenuta morte del re Alfonso III d'Aragona, ed in seguito agli accordi di La Jonquera nel 1293, Giacomo I s'impegnò a restituire la Sicilia alla Chiesa romana entro tre anni. Così, il 3 novembre 1295 pervenne a Mazara l'ordinanza aragonese di affidare il castello ai rappresentanti del Papato.
L'ingiunzione di giuramento di fedeltà e d'obbedienza alla Chiesa di Roma non fu accolta dai cittadini che, invece, al parlamento di Catania del 15 gennaio 1296 proclamarono Federico III d'Aragona Re di Sicilia, e lo incoronarono il 25 marzo 1296 a Palermo.

### Dal regno di Federico III alla fine dei regni aragonesi
I primi provvedimenti di Federico III miravano a prevenire e a resistere agli attacchi angioini da Napoli con il rafforzamento della flotta, delle difese costiere e con l'istituzione dell'arruolamento obbligatorio. Erano molto frequenti, infatti, le incursioni degli Angioini sia sul litorale occidentale della Sicilia, che nel tratto di costa, tra Trapani e Mazara.
Il 1º dicembre 1299, durante la battaglia di Falconara, nel territorio di Marsala, le forze di Federico III, che comprendevano anche un contingente di soldati mazaresi, sconfissero gli Angioini catturando Filippo I d'Angiò, che venne provvisoriamente condotto nel castello di Mazara.
Un altro episodio bellico che interessò il territorio mazarese avvenne nell'agosto 1316, quando un migliaio di Angioini, sbarcati a Marsala, s'imbatterono nei pressi del fiume Arena in un drappello di cento mazaresi, guidati da Bartolomeo Montaperto e Bartolomeo Siginolfo, che svolgeva il giornaliero servizio di controllo e di difesa delle porte dalla città.
Nel 1317, approfittando della fine delle ostilità, sancite dalla pace di Caltabellotta del 1302 prima, e dalla tregua con lo Stato della Chiesa nel 1317 poi, Federico III rafforzò le difese litoranee della Sicilia, e, sul finire dello stesso anno, fissò, con tutta la corte, la sua dimora a Mazara. Alcuni privilegi concessi alle città di Palermo e Sciacca, infatti, recano come luogo d'emissione proprio Mazara. Il 24 marzo 1318 si tenne nella Cattedrale il Parlamento Siciliano, che doveva esaminare la proposta del Papa, nel tentativo di trovare una soluzione all'antica questione del trono di Sicilia.
Il breve soggiorno mazarese del re e della regina Eleonora vide la nascita del quartogenito, Ruggero, che venne battezzato nella Cattedrale. Questo evento fu immortalato su un dipinto, di cui furono fatte due copie, una nel 1608, l'altra nel 1618: la prima andò distrutta nel 1918, mentre la seconda venne restaurata nel 1712, ed è oggi esposta presso il museo diocesano. In essa, si legge:
Il dipinto originale, posto nella Cappella del Battistero in Cattedrale, andò perduto nel 1477, con il crollo del prospetto a mare della Cattedrale.
Tornato a Palermo dopo meno di un anno di soggiorno, Federico III, il 14 luglio 1318 emise una serie di concessioni e privilegi: furono aboliti tutti i tributi regi, in cambio dell'impegno nella riparazione delle mura della città; furono aboliti tutti i diritti di dogana e di fondaco per ogni tipo di merce e venne concessa ai cittadini la possibilità di usufruire della legna delle foreste di Birribayda e Castelvetrano. Infine, l'istituzione di una fiera franca, libera da ogni diritto di corte o tassazione, della durata di trenta giorni, dal 21 luglio al 21 agosto ogni anno.
Nel 1358 la città, che era stata per un breve periodo sotto il dominio dei Chiaramonte, venne riconquistata da Riccardo Abbate e Giorgio Graffeo, sudditi di Federico IV.
Le guerre del Vespro fra la Sicilia aragonese e Napoli angioina si chiuse solo il 20 agosto 1372 dopo ben novanta anni, con il trattato di Avignone, firmato da Giovanna I d'Angiò e Federico IV d'Aragona.
Nel 1410, con la morte di Martino II, la Sicilia non fu più residenza di re e per quattrocento anni sarebbe stata amministrata da viceré.
Con la morte del re Ferdinando II d'Aragona, avvenuta il 23 gennaio 1516, cessò la dominazione aragonese sulla Sicilia e per successione ebbe inizio quella spagnola.

## Dal XVIII al XIX secolo
Nel 1713, in virtù della Pace di Utrecht, il Regno di Sicilia e quindi Mazara, passa ai Savoia, che manterranno la corona dell'isola per appena cinque anni. Nel 1718, gli spagnoli intraprendono una campagna di riconquista, ma vengono bloccati dagli Austriaci. Dopo i sedici anni della Dinastia Asburgo, Carlo di Borbone siede sul trono del Regno di Sicilia, occupando l'isola nel 1735, dopo aver sconfitto l'anno prima gli austriaci nella battaglia di Bitonto.
Nel 1812, con la nuova Costituzione siciliana, fu istituito il Distretto di Mazara. 
Durante il dominio borbonico sorgono numerosi insediamenti residenziali lungo le "trazzere" regie, mentre sulle sponde del fiume Màzaro, già impegnate nei lavori di ammodernamento del porto, sono sempre più numerosi gli stabilimenti per la lavorazione del pesce e dell'uva.

documento del PNF di Mazara del 1936

Dopo lo sbarco di Garibaldi a Marsala del 1860, e la nascita del Regno d'Italia, la città divenne uno dei tre circondari in cui fu suddivisa la provincia di Trapani, il Circondario di Mazara, dal 1861 fino al 1927, quando i circondari furono soppressi e restò solo l'ente provincia.

## Dal XX secolo a oggi
A Mazara fu istituito, già nel 1921, uno dei primi fasci di combattimento della Sicilia, guidato da Nino Sammartano. Durante la seconda guerra mondiale era di stanza la XVII Squadriglia motosiluranti della IIª Flottiglia MAS.
Nel dopoguerra si sviluppò l'attività della pesca mediterranea.
Negli anni '70 scoppiò la cosiddetta "guerra del pesce" nel Canale di Sicilia. Nell'ottobre 1975 ci fu la prima vittima, quando motovedette tunisine spararono su un peschereccio uccidendo un marittimo mazarese. L'intera città entrò in uno sciopero generale per protesta. Un altro mazarese morto ci fu nel corso di un tentativo di sequestro di un peschereccio nel dicembre 1978. Nel gennaio 1989 erano 15 i pescherecci mazaresi contemporaneamente fermi in Tunisia. I sequestri continuarono fino agli anni '90.
Mazara, nonostante la crisi del settore, oggi resta il porto peschereccio più importante d'Italia, secondo in Europa, avvalendosi di molta manodopera maghrebina.
Nel 1983 fu realizzato, nei pressi dalla città, l'approdo italiano del Transmed, il gasdotto che collega l'Algeria con l'Italia, per la fornitura del metano.

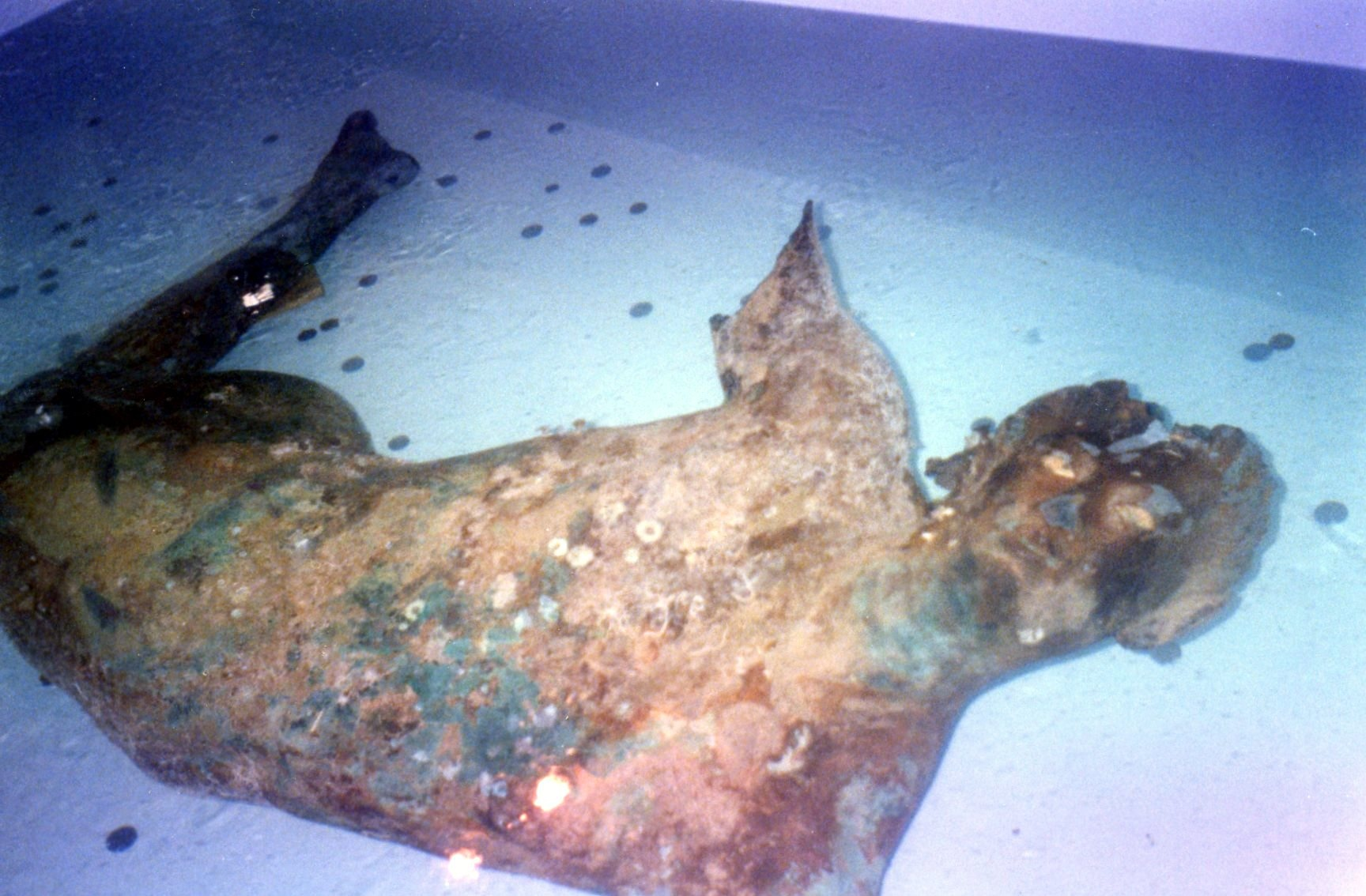
Il Satiro danzante subito dopo il ritrovamento

Mazara è salita alla ribalta delle cronache nel marzo 1998, quando un peschereccio locale, comandato dal capitano Francesco Adragna, ha recuperato, a circa 480 metri di profondità nelle acque del Canale di Sicilia, una scultura bronzea di oltre 2 metri, risalente al periodo ellenistico, conosciuta con il nome di Satiro danzante.
La statua, restaurata e rimasta per un breve periodo in mostra a Roma, presso Montecitorio, dopo essere tornata a Mazara del Vallo ripartì per essere esposta all'Expo 2005 ad Aichi, in Giappone, presso il Padiglione Italia, dal 25 marzo al 25 settembre 2005.
Dalla metà di ottobre 2005 il Satiro danzante è nuovamente esposto a Mazara, nell'omonimo museo regionale in piazza Plebiscito.
Nel giugno 2010 la città è stata riconosciuta dall'Assessorato regionale alle Attività Produttive quale comune ad economia prevalentemente turistica e città d'arte, e nell'agosto 2010 dall'Assessorato regionale al Turismo, Sport e Spettacolo quale comune a vocazione turistica.
Nel 2020 due motopesca con 18 marittimi a bordo, sono stati sequestrati e i pescatori imprigionati per 108 giorni in Libia.